# Drago Kos

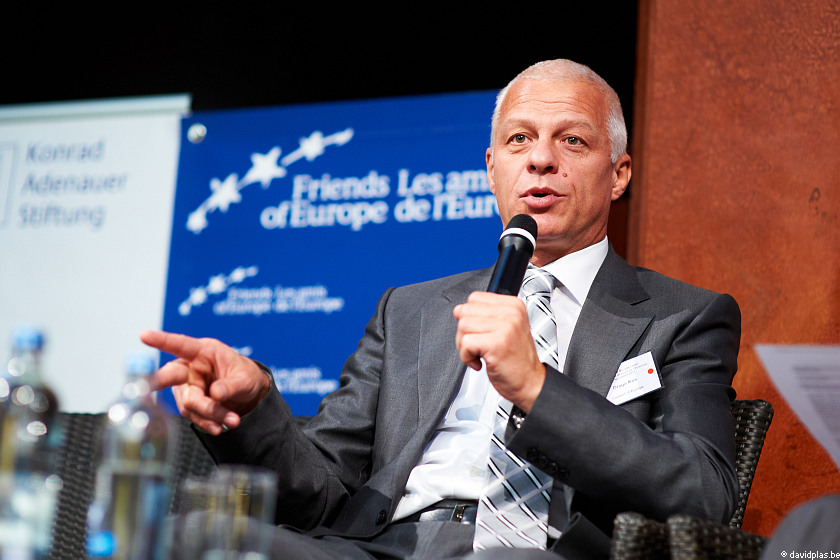
Drago Kos in 2011

Drago Kos (Prevalje, 13 januari 1961) is een voormalig voetbalscheidsrechter uit Slovenië, die actief was als FIFA-arbiter van 2000 tot 2007.

## Interlands
| Datum            | Wedstrijd                      | Uitslag | Competitie        | Kreeg geel | Kreeg voor de tweede keer geel en dus rood | Weggestuurd |
| ---------------- | ------------------------------ | ------- | ----------------- | ---------- | ------------------------------------------ | ----------- |
| 31 mei 2000      | Hongarije – Saoedi-Arabië      | 2 – 2   | Vriendschappelijk | 3          | 0                                          | 0           |
| 15 augustus 2001 | Slowakije – Iran               | 3 – 4   | Vriendschappelijk | 2          | 0                                          | 0           |
| 1 september 2001 | Georgië – Hongarije            | 3 – 1   | WK-kwalificatie   | 4          | 1                                          | 0           |
| 27 mei 2006      | Servië en Montenegro – Uruguay | 1 – 1   | Vriendschappelijk | 3          | 0                                          | 0           |